# Richard Ferrand
Richard Ferrand (Rodez, 1 juli 1962) is een Frans politicus. Van 2012 tot 2022 (met een korte onderbreking in 2017) vertegenwoordigde hij de zesde kieskring van het departement Finistère in de Nationale Vergadering. Van 17 mei tot 21 juni 2017 was hij kortstondig minister van Territoriale Cohesie in de regering-Philippe I en later van 12 september 2018 tot 21 juni 2022 was hij voorzitter van de Nationale Vergadering. 
Van 1 oktober 2016 tot 22 juni 2017 was Ferrand algemeen secretaris van La République en marche ! (LREM) en van 27 juni 2017 tot 12 september 2018 was hij LREM-fractievoorzitter in de Nationale Vergadering. Sinds 22 juli 2021 is hij voorzitter van het uitvoerend bureau van Renaissance (voormalig LREM).

## Levensloop
Na zijn middelbare school verhuisde Ferrand naar Duitsland en bereidde er het baccalaureaat voor. Hij studeerde Duits en rechten aan de universiteiten van Toulouse en van Parijs-Descartes. Naderhand ging hij aan de slag als journalist bij Centre Presse Aveyron, Auto Moto, Circuler, Vie publique en Le Monde. Tussen 1988 en 1990 was hij directeur van een agentschap voor grafische ontwerpen. Daarna stichtte hij een consultantvennootschap gericht op communicatie en werd bestuurder van een agentschap van grafici.
In 1991 werd Ferrand kabinetsmedewerker van Kofi Yamgnane, toenmalig staatssecretaris voor Sociale Zaken en Integratie. In 1998 werd hij directeur-generaal van het ziekenfonds Mutuelles de Bretagne.

### Begin in de politiek
In 1980 werd Ferrand lid van de Parti socialiste. Hij werd in 1998 verkozen tot lid van de Conseil général voor het kanton Carhaix-Plouguer in het departement Finistère. In 2004 werd hij herkozen en vicevoorzitter. Hij oefende dit mandaat uit tot in 2011.
In 2001 en 2008 stelde Ferrand zich kandidaat voor de gemeenteraadsverkiezingen in Carhaix, maar werd beide keren niet verkozen. In 2010 werd hij wel verkozen als lid van de Regionale Raad van Bretagne, samen met onder anderen Jean-Yves Le Drian. Hij werd er voorzitter van de socialistische fractie.
In 2007 was Ferrand kandidaat voor de nationale parlementsverkiezingen, maar slaagde er niet in te worden gekozen. Bij de verkiezingen van 2012 lukte hem dit wel.

### Volksvertegenwoordiger
In de Nationale Vergadering zetelde Ferrand in de socialistische groep en was hij onder meer covoorzitter van de studiegroep over de agro- en voedingsindustrie. Ook zetelde hij in de Commissie van Sociale Zaken, waar hij actief was als rapporteur betreffende de Europese richtlijn aangaande detachering van arbeiders. Hij nam ook stelling tegen de voorgenomen ecotaks.
In oktober 2014 werd Ferrand door premier Manuel Valls aangesteld om samen met Emmanuel Macron, toenmalig minister van Economie, Industrie en Digitalisering, plannen uit te werken om de regelgeving rond arbeid te hervormen. Zijn verslag telde uiteindelijk 28 voorstellen, onder meer over het bevorderen van de toegang van jongeren tot de arbeidsmarkt. De hervormingen, waar door het parlement nog talrijke amendementen aan werden toegevoegd, resulteerden in de wet-Macron, die door vakbonden sterk werd bekritiseerd.

### En marche
In 2016 was Ferrand het eerste parlementslid dat zich aansloot bij de nieuwe beweging En marche van Emmanuel Macron. In oktober van dat jaar werd hij algemeen secretaris van deze partij en een maand later verliet hij de Parti socialiste.
Op 8 mei 2017 stelde hij zich namens En marche kandidaat voor de parlementsverkiezingen, die een maand later werden gehouden. Op 18 juni 2017 werd hij in de Finistère met 56,5% van de stemmen herkozen als parlementslid.

### Minister en parlementsvoorzitter

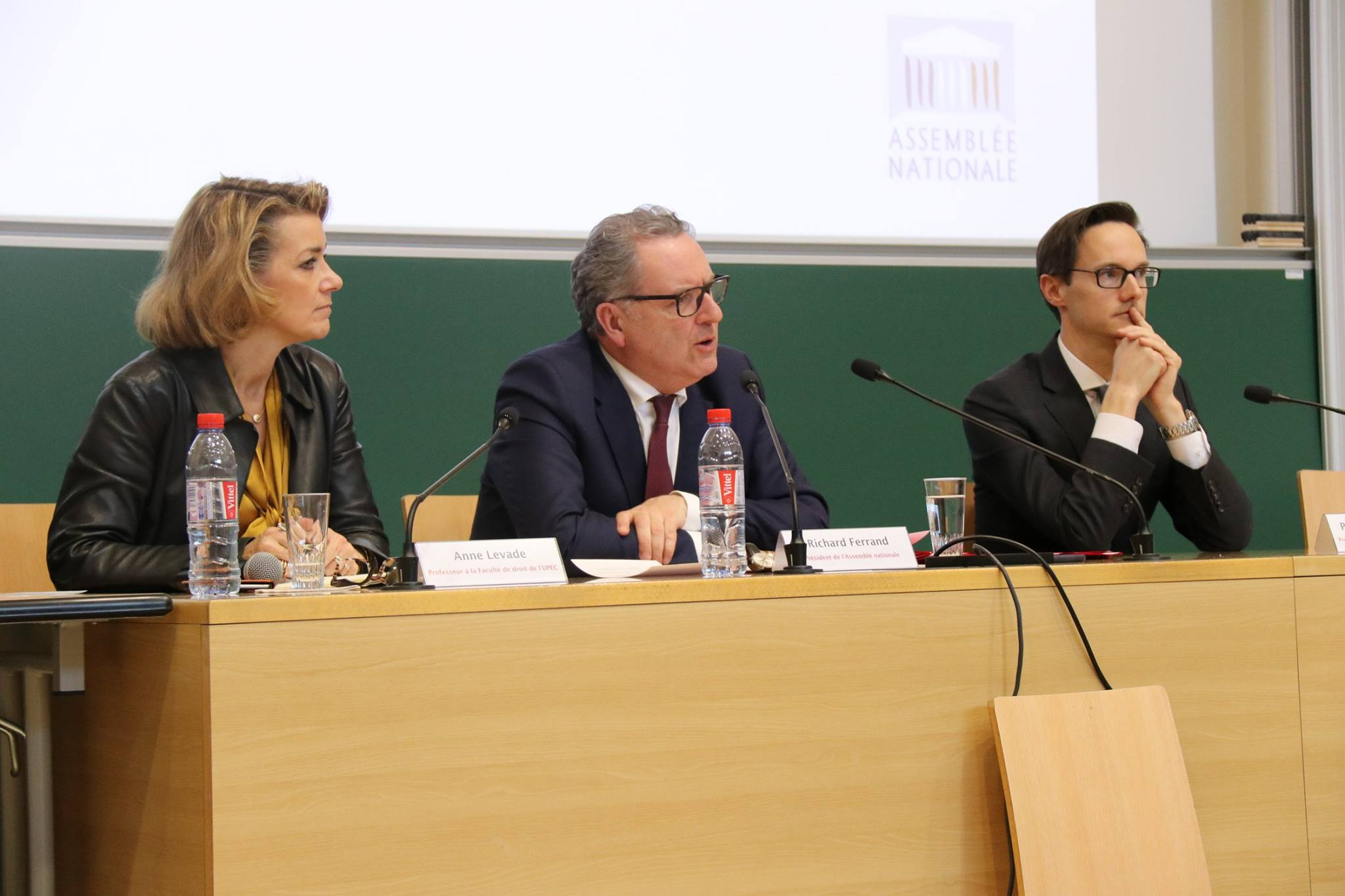
Ferrand als parlementsvoorzitter (2019)

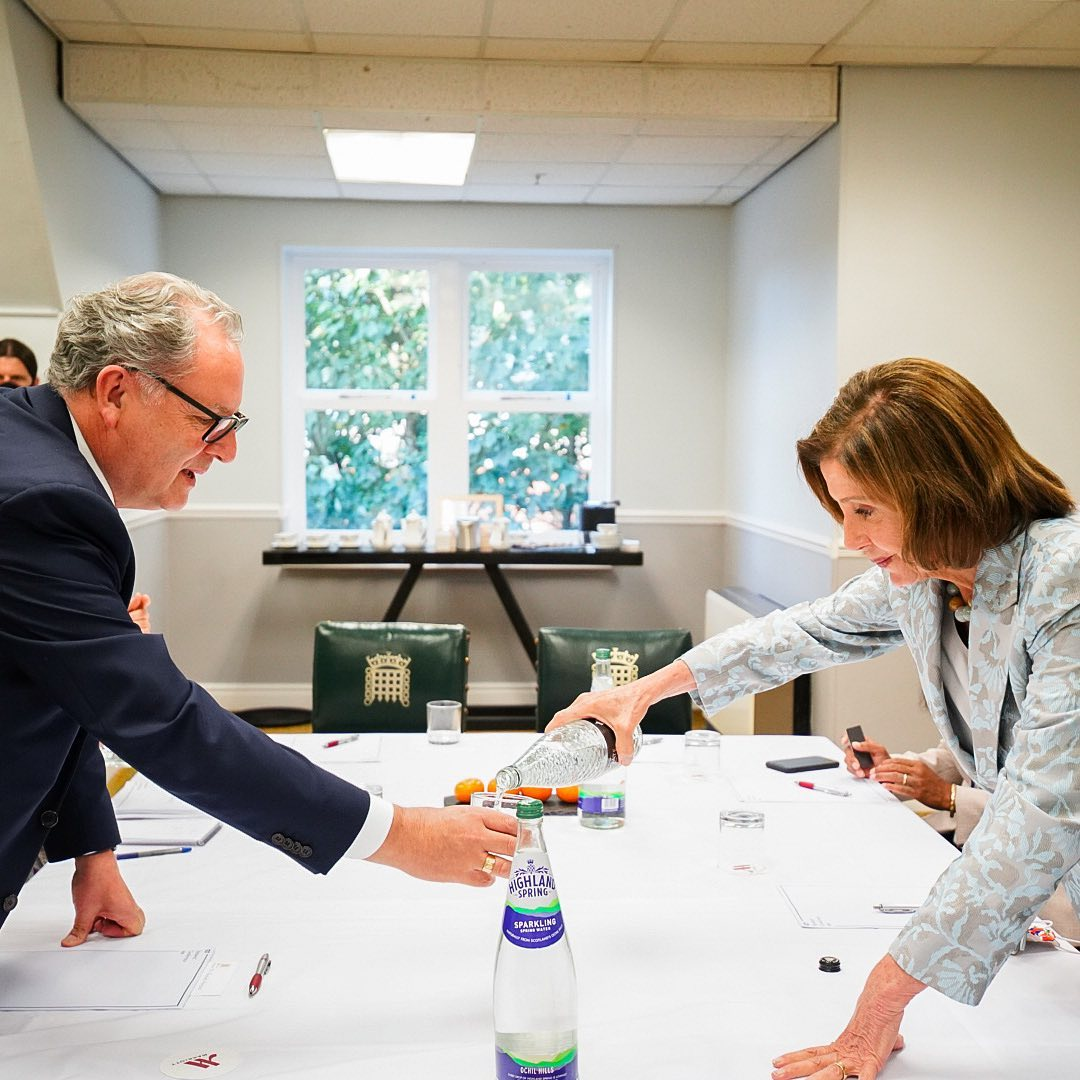
Ferrand met Nancy Pelosi in het VK (2021)

Op 17 mei 2017 werd Ferrand benoemd tot minister van Territoriale Cohesie in de eerste regering van premier Édouard Philippe. Het ging om een nieuwe benaming en om een fusie van vroegere ministeries of staatssecretariaten voor huisvesting, ruimtelijke ordening, lokale besturen en platteland. Ferrand werd onmiddellijk het onderwerp van een uitdijende polemiek over een vastgoedoperatie waarbij hij in vroegere jaren zijn vrouw zou hebben bevoordeeld ten koste van de Mutuelles de Bretagne die hij leidde. In samenspraak met (de tot president gekozen) Emmanuel Macron bracht hem dit tot de conclusie dat hij niet verder in de regering kon blijven en hij maakte dan ook geen deel meer uit van de regering-Philippe II. Wel stelde hij zich in de Nationale Vergadering kandidaat voor het fractievoorzitterschap van La République en marche ! (voormalig En marche). Enkele dagen later, op 27 juni 2017, werd hij inderdaad in die functie verkozen.
Nadat de vorige voorzitter François de Rugy tot minister was benoemd, werd Ferrand op 12 september 2018 verkozen tot voorzitter van de Nationale Vergadering. Hij haalde bij zijn verkiezing aanzienlijk minder stemmen dan zijn voorganger, vermoedelijk omwille van de affaire van de Mutuelles de Bretagne, maar had de steun van het Élysée. 
Bij de parlementsverkiezingen van 2022 slaagde Ferrand er niet in herkozen te worden. Hij haalde in de tweede ronde (21 juni) met 49,2% net niet de absolute meerderheid en werd verslagen door de socialistische kandidaat. Daardoor kon hij ook geen voorzitter van de Nationale Vergadering blijven.

## Publicaties
Ferrand werkte mee aan:
- La Politique à l'affiche (1986)
- Décentralisation à l'affiche (1988)
- La Solitude biologique (2002)